# Ein ungefärbt Gemüte
Ein ungefärbt Gemüte (BWV 24) ist eine Kirchenkantate von Johann Sebastian Bach. Er schrieb sie in Leipzig für den vierten Sonntag nach Trinitatis und führte sie am 20. Juni 1723 zum ersten Mal auf. Sie ist die dritte neu komponierte Kantate in seinem ersten Jahreszyklus.

## Geschichte und Worte
Bach komponierte die Kantate in seinem ersten Jahr in Leipzig für den vierten Sonntag nach Trinitatis als dritte neue Kantate in seinem ersten Jahreszyklus, den er am ersten Sonntag nach Trinitatis bei seinem Amtsantritt mit Die Elenden sollen essen begonnen hatte. Die vorgeschriebenen Lesungen waren als Epistel Röm 8,18–23 , „Alle Kreatur sehnt sich nach mit uns nach der Offenbarung der Kinder Gottes“, und als Evangelium Lk 6,36–42 , aus der Bergpredigt „Übt Barmherzigkeit, richtet nicht“. Es erscheint wahrscheinlich, dass Bach noch keinen neuen Textdichter in Leipzig gefunden hatte, denn er griff auf einen Text von Erdmann Neumeister zurück, der schon 1714 in der Sammlung Geistliche Poesie mit untermischten Biblischen Sprüchen und Choralen erschienen war. In einer symmetrischen Komposition stellte Neumeister ein Bibelwort in die Mitte, ein Zitat aus der Bergpredigt nach Matthäus Mt 7,12 , „Alles nun, was ihr wollt, dass euch die Leute tun sollen, das tut ihnen auch“. Er rahmte es durch zwei Rezitative, diese durch zwei Arien. Thema des ersten Rezitativs ist „Die Redlichkeit“, die „eine von den Gottesgaben“ ist. Ihr gegenübergestellt ist „Die Heuchelei“, eine „Brut, die Belial gehecket“. Die Dichtung zum Thema Der Christen Tun und Handel wurde als zu lehrhaft bewertet. Die Kantate wird beschlossen mit der ersten Strophe von Johann Heermanns Lied O Gott, du frommer Gott (1630).
Bach führte die Kantate am 20. Juni 1723 erstmals auf. Es ist wahrscheinlich, dass er im selben Gottesdienst auch die frühere Kantate Barmherziges Herze der ewigen Liebe dirigierte, die er zum selben Anlass 1715 in Weimar komponiert hatte. An den drei vorangegangenen Sonntagen hatte er jeweils zweiteilige Kantaten zu Gehör gebracht, die neuen Werke Die Elenden sollen essen und Die Himmel erzählen die Ehre Gottes sowie die frühere Ich hatte viel Bekümmernis. Am vierten Sonntag erklang wahrscheinlich die neue Kantate vor, die ältere nach der Predigt.

## Besetzung und Aufbau
Die Kantate ist besetzt mit drei Vokalsolisten, Alt, Tenor und Bass, vierstimmigem Chor, Clarino, zwei Oboen, zwei Oboe d’amore, zwei Violinen, Viola und Basso continuo.
1. Aria (alto): Ein ungefärbt Gemüte
2. Recitativo (tenor): Die Redlichkeit ist eine von den Gottesgaben
3. Coro: Alles nun, das ihr wollet
4. Recitativo  (bass): Die Heuchelei ist eine Brut
5. Aria (tenor): Treu und Wahrheit sei der Grund
6. Chorale: O Gott, du frommer Gott

## Musik
In seiner Komposition verleiht Bach dem zentralen Bibelwort Gewicht, indem er es vom Chor singen lässt, während die rahmenden Sätze kammermusikalisch besetzt sind. Die Obligato-Stimme der ersten Arie wird von den Violinen und Bratschen unisono gespielt und ähnelt dem Material der Singstimme. Das folgende Rezitativ, das einer kurzen Predigt ähnelt, ist secco und endet als Arioso.
Der zentrale Chorsatz besteht aus zwei Abschnitten, der gesamte Text wird zunächst frei vorgestellt, dann als Fuge, vergleichbar mit dem Konzept Präludium und Fuge. Zwei Oboen verdoppeln die Streicher, ein Clarino spielt eine unabhängige Stimme. Die Fuge ist eine Doppelfuge, „vivace allegro“ bezeichnet. Die zunächst singenden „concertisten“ werden anfangs nur vom continuo begleitet, dann steigert sich der Satz durch Chor und Orchester und erreicht mit einem Themeneinsatz des Clarino als fünfter Stimme seinen Höhepunkt.
Das folgende Rezitativ ähnelt im Aufbau dem ersten, doch wird es von Streichern akzentuiert. Es endet ebenfalls als Arioso, ohne die Streicher, und betont so das Gebet „Der liebe Gott behüte mich dafür!“. Die letzte Arie wird von zwei Oboen d’amore begleitet. Der Tenor singt eine ungewöhnliche Koloratur auf die letzten Worte „Macht uns Gott und Engeln gleich“, vielleicht, um die „Menge der himmlischen Heerscharen“ anzudeuten.
Die acht Zeilen des Schlusschorals werden in vierstimmigem Satz gesungen, jeweils gerahmt von instrumentalen Teilen und vom Orchester begleitet. Diese Art der Choralbehandlung fand Bach bei seinem Vorgänger in Leipzig, Johann Kuhnau. Das letzte Gebet bittet um „ein unverletzte Seel und rein Gewissen“.

## Einspielungen
LP/CD
- Bach Made in Germany Vol. 1 – Cantatas VI. Günther Ramin, Thomanerchor, Gewandhausorchester, Eva Fleischer, Gert Lutze, Hans Hauptmann. Leipzig Classics, 1952.
- J. S. Bach: Das Kantatenwerk – Sacred Cantatas Vol. 2. Nikolaus Harnoncourt, Wiener Sängerknaben, Chorus Viennensis, Concentus Musicus Wien, Paul Esswood, Kurt Equiluz, Max van Egmond. Teldec, 1973.
- Bach Cantatas Vol. 3 – Ascension Day, Whitsun, Trinity. Karl Richter, Münchener Bach-Chor, Münchener Bach-Orchester, Anna Reynolds, Peter Schreier, Dietrich Fischer-Dieskau. Archiv Produktion, 1975.
- Die Bach Kantate Vol. 41. Helmuth Rilling, Gächinger Kantorei, Bach-Collegium Stuttgart, Arleen Augér, Helen Watts, Adalbert Kraus, Wolfgang Schöne. Hänssler, 1978.
- J. S. Bach: Complete Cantatas Vol. 7. Ton Koopman, Amsterdam Baroque Orchestra & Choir, Bogna Bartosz, Gerd Türk, Klaus Mertens. Antoine Marchand, 1997.
- J. S. Bach: Cantatas Vol. 9 – Leipzig Cantatas. Masaaki Suzuki, Bach Collegium Japan, Robin Blaze, Gerd Türk, Chiyuki Urano. BIS, 1998.
- Bach Cantatas Vol. 3: Tewkesbury/Mühlhausen. John Eliot Gardiner, Monteverdi Choir, English Baroque Soloists, Nathalie Stutzmann, Paul Agnew, Nicolas Testé. Soli Deo Gloria, 2000.
- Bach Edition Vol. 21 – Cantatas Vol. 12. Pieter Jan Leusink, Holland Boys Choir, Netherlands Bach Collegium, Sytse Buwalda, Marcel Beekman, Bas Ramselaar. Brilliant Classics, 2000.

DVD
- Johann Sebastian Bach: Ein ungefärbt Gemüte. Kantate BWV 24. Rudolf Lutz, Chor und Orchester der J. S. Bach-Stiftung, Marianne Beate Kielland (Sopran), Daniel Johannsen (Tenor), Dominik Wörner (Bass). Samt Einführungsworkshop sowie Reflexion von Aleida Assmann. Gallus Media, 2017.[9]